# Centrum Nauki Kopernik (métro de Varsovie)
La station Centrum Nauki Kopernik (français: Centre des sciences Copernic) est une station de la ligne M2 du métro de Varsovie. Elle est située, à l'intersection des rues Kosciuszko et Tamka, à proximité de Swietokrzyska, dans l'arrondissement de Śródmieście à Varsovie en Pologne.
Mise en service en 2015, elle dessert notamment le centre scientifique Copernic, les quais de la Vistule et la bibliothèque universitaire.

## Situation sur le réseau

Plan réseau 2019.

Établie en souterrain, Centrum Nauki Kopernik est une station de la Ligne M2 du métro de Varsovie, elle est située entre la station Nowy Świat-Uniwersytet, en direction du terminus provisoire Księcia Janusza et la  station Stadion Narodowy, en direction du terminus provisoire Trocka,..

## Histoire
La station Centrum Nauki Kopernik est mise en service le 8 mars 2015, lors de l'ouverture à l'exploitation des 6,1 km de la première section de la ligne M2 du métro de Varsovie.

## Services aux voyageurs

### Accès et accueil

installations
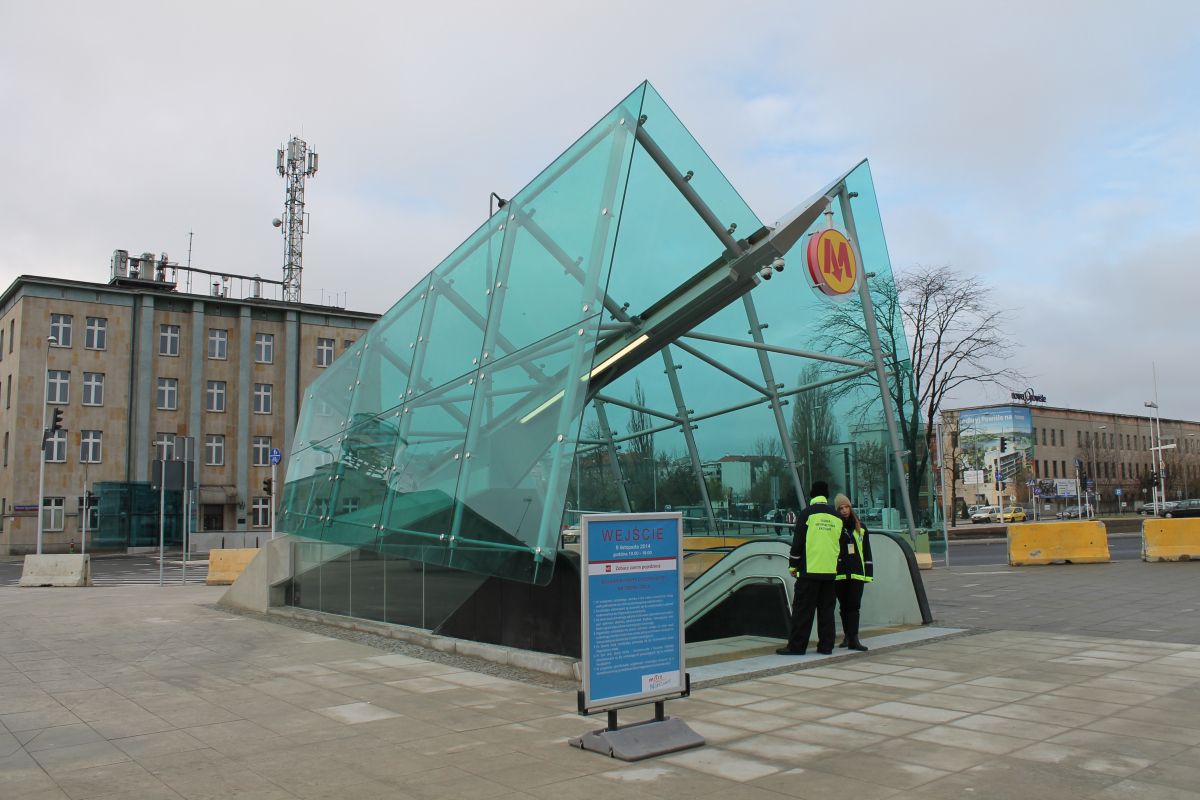
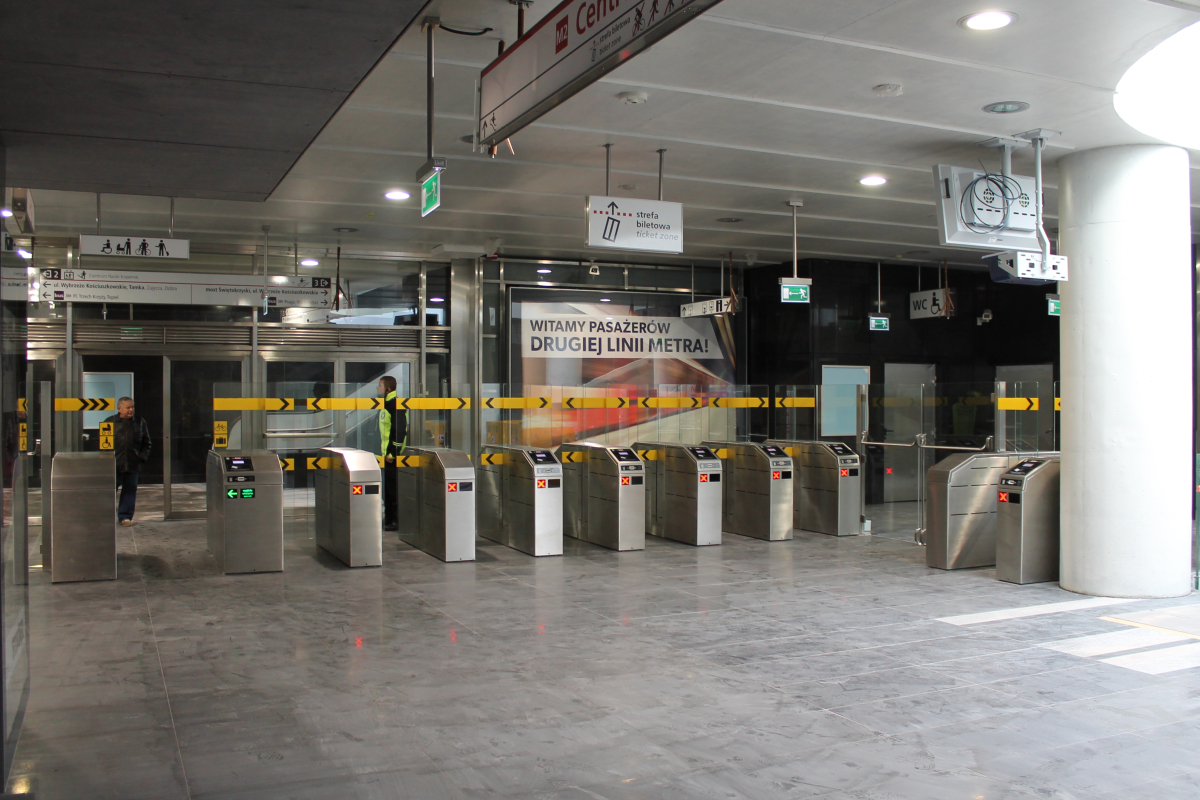
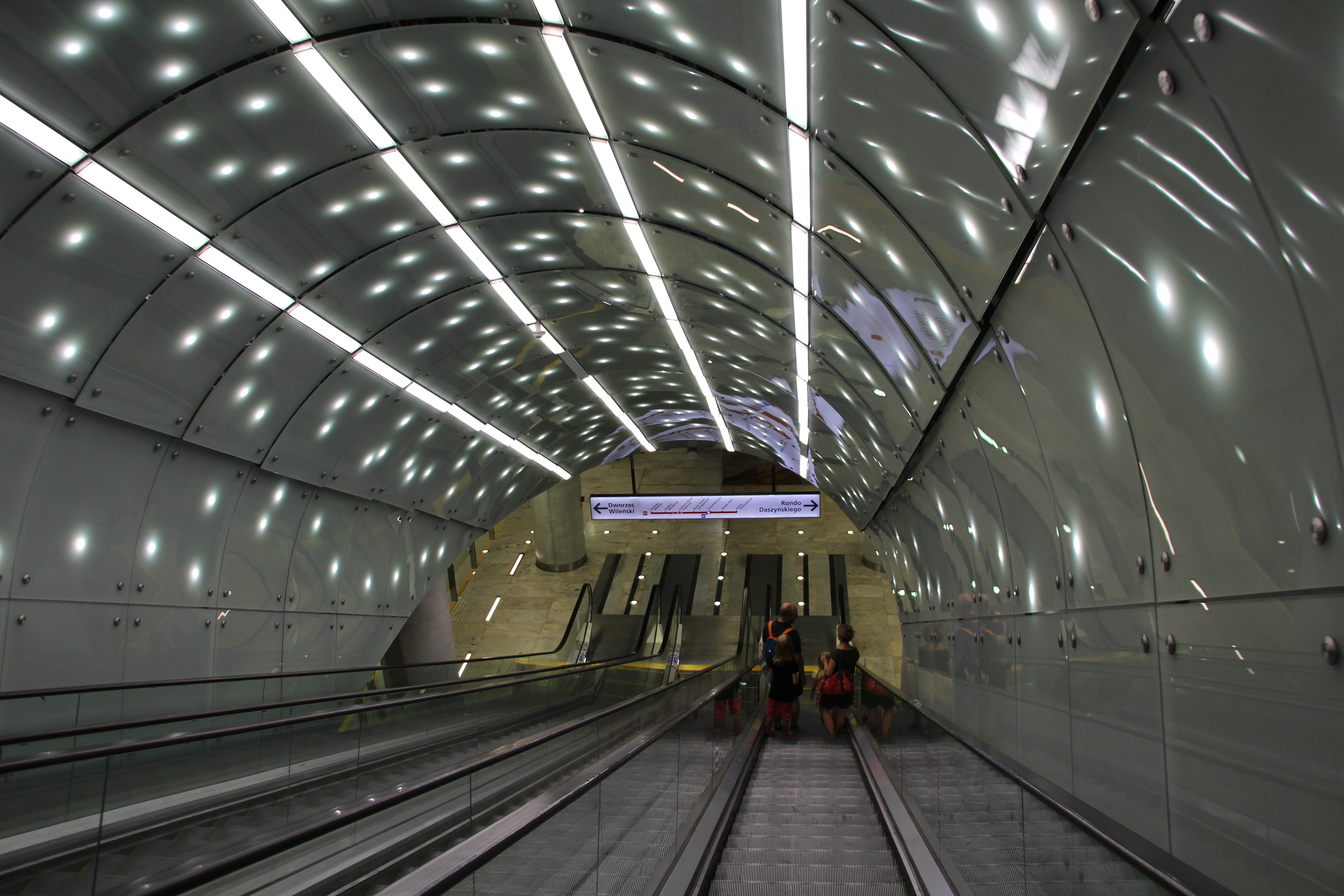

### Desserte

installations et desserte
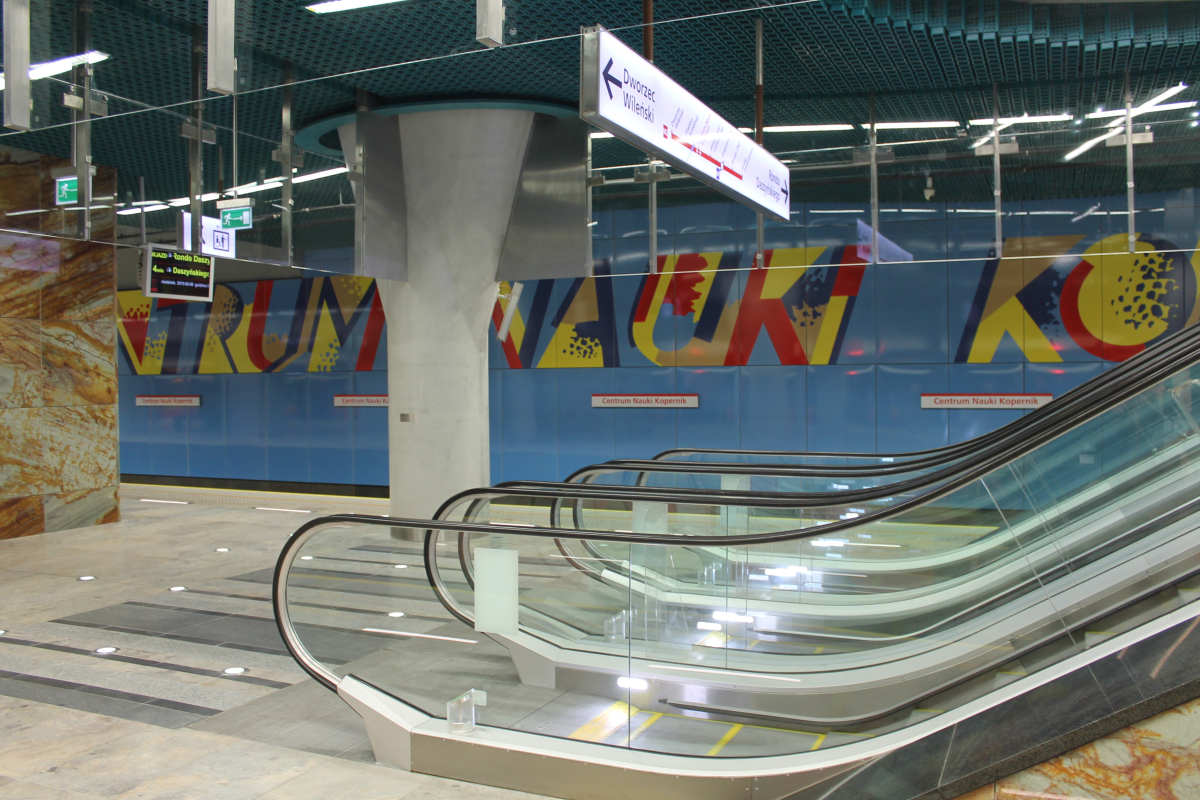
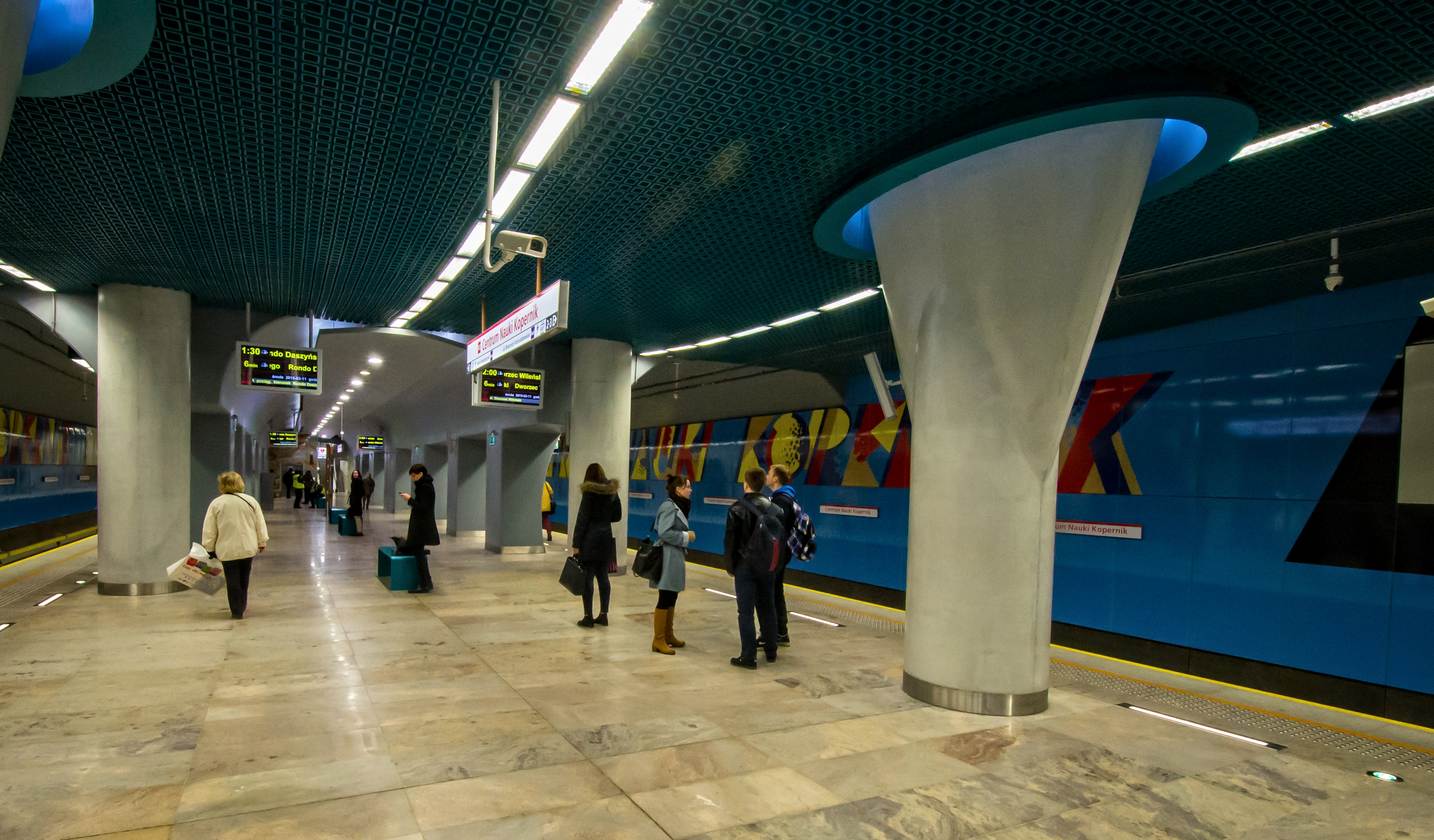
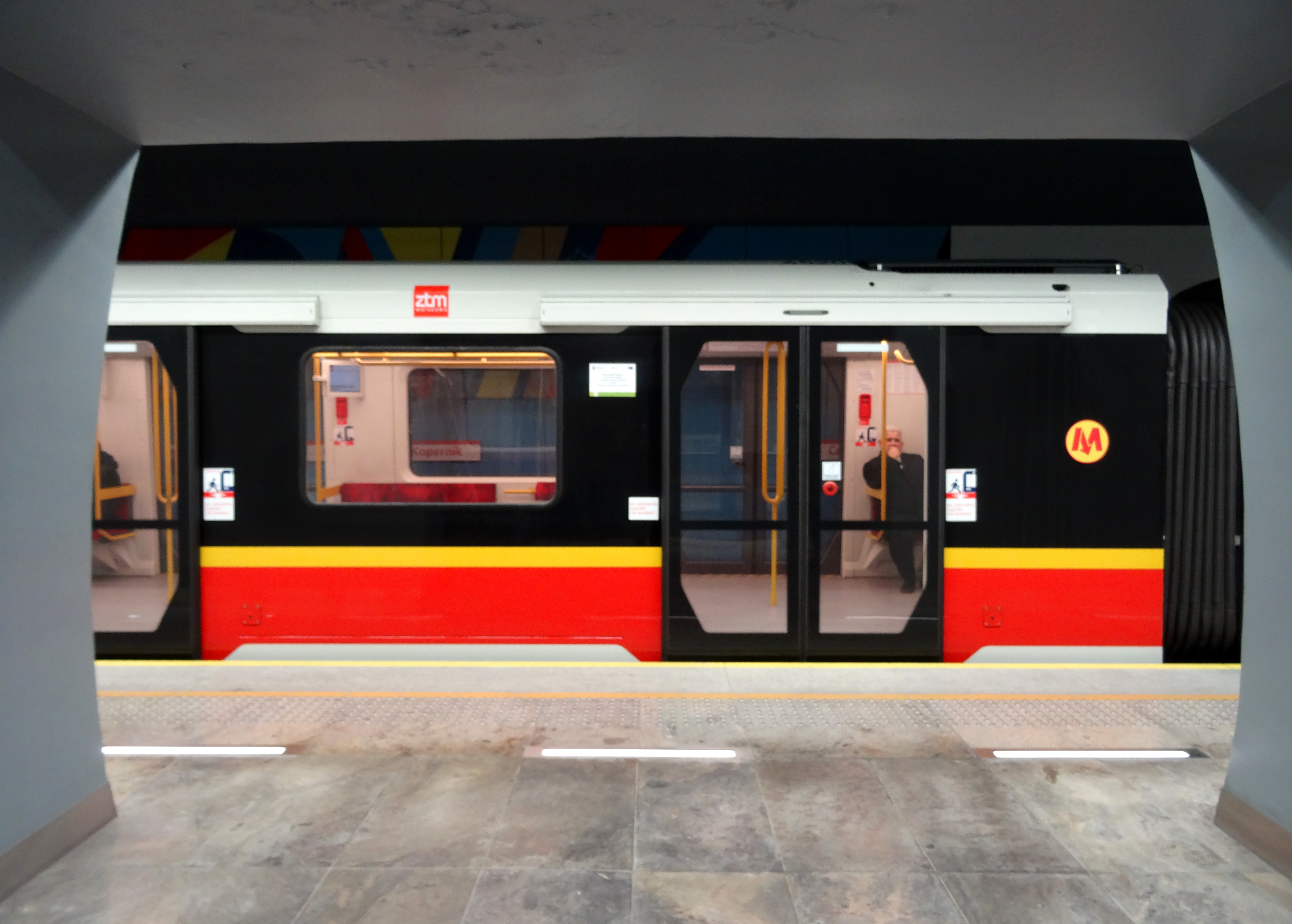